# 教条主義
教条主義（きょうじょうしゅぎ、英語: dogmatism、ドグマティズム）は、教義や教条（ドグマ）を重んじる傾向を指す用語。

## 概要
教条主義（ドグマティズム）とは、哲学の分野では中世のスコラ学などの定説主義や、独断主義を指す。イマヌエル・カントは批判主義に対立するものとして独断主義をとりあげた。
またマルクス主義の分野ではカール・マルクスやウラジーミル・レーニンなどの教義を無批判に盲従するような知的怠惰を指し、今日では否定的な意味で使用されている。19世紀後半の修正主義と教条主義の論争や対立が有名である。